# را آلن
را آلن (انگلیسی: Rae Allen؛ زادهٔ ۳ ژوئیهٔ ۱۹۲۶ – ۶ آوریل ۲۰۲۲) یک هنرپیشه اهل ایالات متحده آمریکا بود. وی از سال ۱۹۵۸ میلادی تا ۲۰۲۲ مشغول فعالیت بوده‌است.
از فیلم‌ها یا مجموعه‌های تلویزیونی که وی در آن‌ها نقش داشت، می‌توان به همگی در خانواده اشاره نمود.